# Secció alpina

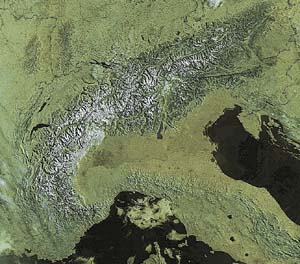
Els Alps vists des de l'espai.

Una secció alpina és una subdivisió de la serralada dels Alps. Concretament, tant la Partició dels Alps com la SOIUSA utilitzen el concepte de secció alpina en les seves classificacions, tot i que en variants diferents. Altres classificacions, com per exemple, l'Alpenvereinseinteilung der Ostalpen (AVE), usen el concepte de grup muntanyós amb límits geogràfics més restringits.

## Partició dels Alps

Les 26 seccions de la Partició dels Alps.

La Partició dels Alps de l'any 1926, a més de la divisió en Alps occidentals, Alps centrals i Alps orientals, diferencia 26 seccions alpines:
1. Alps Marítims
2. Alps Cozie
3. Alps de Graies
4. Alps de Provença
5. Alps del Delfinat
6. Prealps de Provença
7. Prealps del Delfinat
8. Prealps de la Savoia
9. Alps Penins
10. Alps Lepontins
11. Alps Rètics
12. Alps Bernesos
13. Alps de Glaris
14. Prealps suïssos
15. Alps Bavaresos
16. Prealps Llombards
17. Alps Nòrics
18. Dolomites
19. Alps Càrnics
20. Alps Julians
21. Caravanche
22. Alps de Salzburg
23. Alps austríacs
24. Prealps d'Estíria
25. Prealps Trivénetos
26. Carso

## La SOIUSA

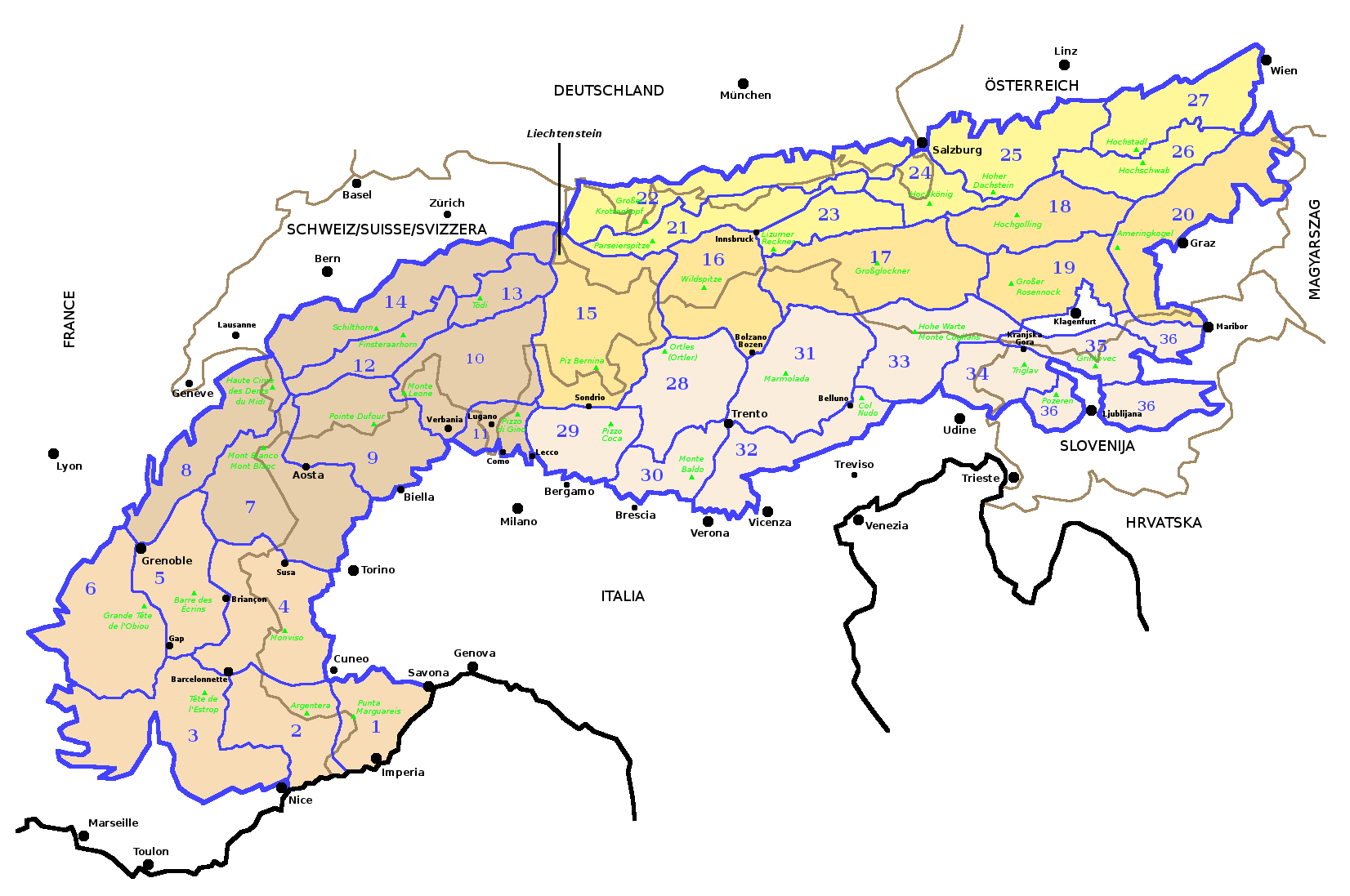
Les seccions de la SOIUSA i la seva corresponent numeració.

La SOIUSA introduïda l'any 2005 individualiza 36 seccions alpines:
1. Alps Lígurs
2. Alps Marítims i prealps de Niça
3. Alps i Prealps de la Provença
4. Alps Cozie
5. Alps del Delfinat
6. Prealps del Delfinat
7. Alps de Graies
8. Prealps de la Savoia
9. Alps Penins
10. Alps Lepontins
11. Prealps de Lugano
12. Alps Bernesos
13. Alps de Glaris
14. Prealps Helvètics
15. Alps Rètics occidentals
16. Alps Rètics orientals
17. Alps del Tauern occidentals
18. Alps del Tauern orientals
19. Alps d'Estíria i Carintia
20. Prealps d'Estíria
21. Alps calcaris del Tirol septentrional
22. Alps Bavaresos
23. Alps esquistosos del Tirol
24. Alps septentrionals de Salzburg
25. Alps del Salzkammergut i de l'Alta Àustria
26. Alps septentrionals d'Estíria
27. Alps de la Baixa Àustria
28. Alps Rètics meridionals
29. Alps i Prealps de Bèrgam
30. Prealps de Brescia i Garda
31. Dolomitas
32. Prealps de Véneto
33. Alps Càrnics i del Gail
34. Alps i Prealps Julians
35. Alps de Caríntia i Eslovènia
36. Prealps Eslovens